# Ouro Verde de Goiás
Ouro Verde de Goiás est une municipalité brésilienne de l'État de Goiás et la microrégion d'Anápolis.